# Omo nationalpark
Omo nationalpark är en nationalpark i Etiopien. Den ligger i regionen Ye Debub Biheroch Bihereseboch na Hizboch, i den sydvästra delen av landet, 500 km sydväst om huvudstaden Addis Abeba. Arean är 4 068 kvadratkilometer.